# San Juan Ixcoy
San Juan Ixcoy – miasto w zachodniej Gwatemali, w departamencie Huehuetenango, około 60 km na północ od stolicy departamentu, miasta Huehuetenango. Miasto leży w kotlinie, w górach Sierra Madre de Chiapas na wysokości 2401 m n.p.m.
Według danych szacunkowych w 2012 roku liczba ludności miasta wyniosła 3733 mieszkańców.
Jest siedzibą władz gminy o tej samej nazwie, która w 2012 roku liczyła 27 264 mieszkańców. Gmina jak na warunki Gwatemali jest nieduża, a jej powierzchnia obejmuje 224 km².